# Jójákim júdai király
Jójákim, más írásmóddal Jehojákim (héberül: יְהוֹיָקִים ['Úr feltámadása'], görögül: Ιωακιμ, latinul: Joakim), (Kr. e. 634 k. – Kr. e. 598. december 9.) Júda királya Kr. e. 609-től haláláig.
Jósiás király fiaként született. Amikor édesapja Megiddónál elesett, Júda népe a kisebbik fiát, Jóáházt választotta királlyá. Az egyiptomi hódító, Neko azonban Egyiptomba hurcolta Jóakházt, és Jójákimot tette helyette királlyá, aki egy ideig Neko fennhatósága alatt uralkodott, és súlyos adó fizetett:

„34. És Faraó-Nékó Eliákimot, a Jósiás fiát tette királlyá, az ő atyja, Jósiás helyett, és nevét Jóákimra változtatta; [...]
35. Az ezüstöt és az aranyat megadta ugyan Jóákim a Faraónak, de az országot sarczoltatta meg, hogy megadhassa az ezüstöt a Faraó parancsolata szerint; a föld népe közül mindenkitől az ő értéke szerint hajtott be ezüstöt és aranyat, hogy Faraó-Nékónak adja. ”

– 2Kir, 23:34–35

Amikor azonban az Újbabilóni Birodalom II. Nabú-kudurri-uszurral az élén Karkemisnél legyőzte Egyiptomot (Kr. e. 605), Jojákim az egyiptomi fáraó helyett Nabú-kudurri-uszurral kötött szövetséget. Három évig hű maradt hozzá, majd fellázadt ellene. Számos ütközet és betörés után Nabú-kudurri-uszur döntő hadjáratot vezetett Júda ellen, és megosotromolta Jeruzsálemet (Kr. e. 598). Jójákim ekkor életét vesztette, de halálának körülményei tisztázatlanok maradtak.